# Pratviel
Pratviel település Franciaországban, Tarn megyében. Lakosainak száma 91 fő (2022. január 1.). Pratviel Algans, Magrin, Marzens, Massac-Séran, Roquevidal és Teyssode községekkel határos.

## Népesség
A település népességének változása:
| Lakosok száma | 82   | 84   | 87   | 87   | 88   | 89   | 91   | 91   | 91   |
|               | 2013 | 2015 | 2016 | 2017 | 2018 | 2019 | 2020 | 2021 | 2022 |